# Radiologia dell'apparato digerente
La radiologia dell'apparato digerente include la radiologia tradizionale (radiografia dell'addome diretta e con contrasto), l'ecografia, la tomografia computerizzata, l'imaging a risonanza magnetica e metodiche endoscopiche come l'ecoendoscopia. In questa voce non sarà trattato lo studio della porzione del tubo digerente di competenza otorinlaringoiatrica come anche degli organi parenchimatosi associati al tubo digerente e delle vie biliari (trattati nelle seguenti voci: Radiologia del fegato, Radiologia del pancreas, Risonanza magnetica colangiopancreatografica e Colangio-pancreatografia endoscopica retrograda).

## Metodiche radiologiche

### Radiologia tradizionale
Le radiografie dell'addome eseguite senza l'utilizzo di mezzo di contrasto (dirette) sono utilizzate per rilevare eventuali calcificazioni, corpi estranei o la presenza di aria all'interno del tubo digerente o della cavità addominale. È possibile eseguire l'esame radiografico sia in ortostatismo che in posizione seduta, usando proiezioni antero-posteriori, postero-anteriori e latero-laterali.
L'uso del mezzo di contrasto somministrato per via orale consente di studiare in dettaglio i visceri cavi. Come mezzo di contrasto radiotrasparente è possibile utilizzare dell'acqua frizzante (che, liberando gas, distende i visceri da studiare) o aria mentre come mezzi di contrasto radiopachi sono disponibili il solfato di bario in soluzione acquosa (da non utilizzare in caso di sospetta perforazione dei visceri cavi in quanto può provocare in tali casi una peritonite) o quelli organoiodati. I due tipi di mezzi di contrasto possono anche essere somministrati assieme per effettuare studi con doppio contrasto. L'uso dei mezzi di contrasto radiopachi consente di studiare la parete dei visceri cavi in quanto l'immagine generata rappresenta il contenuto interno dell'organo analizzato; in tali casi le aree radiotrasparenti sono da riferire a lesioni aggettanti il lume, mentre al contrario le ulcere appaiono come zone radiopache adiacenti al profilo dell'organo. Queste metodiche non sono molto sensibili, tuttavia possono essere utili nello studio del reflusso gastro-esofageo, delle stenosi ed ostruzioni esofagee e nella ricerca di motilità esofagea anomala. Lo studio con mezzo di contrasto radiopaco dell'intestino tenue viene di norma eseguito per verificarne la pervietà in previsione di un'endoscopia con videocapsula. La somministrazione per via rettale (clisma) di un mezzo di contrasto radiopaco è invece attuata per lo studio dei pazienti affetti da colite acuta, ove si voglia ricercare un megacolon, un'invaginazione o un volvolo. Gli studi dell'intestino tenue vengono eseguiti iniettando i mezzi di contrasto (associati a idrossimetilcellulosa per migliorarne la progressione) tramite sondino naso-gastrico in modo da evitarne il reflusso. Prima di eseguire studi contrastografici dell'intestino è necessario svuotarlo il più possibile tramite l'uso di un lassativo.
Per studiare le anomalie funzionali della defecazione è possibile ricorrere alla defecografia, tecnica che si effettua riempiendo il retto del paziente con solfato di bario ed aria e poi studiando la defecazione così indotta con il tubo radiogeno.
Lo studio radiologico della deglutizione si effettua facendo ingerire al paziente del solfato di bario e quindi riprendendo tutte le fasi della deglutizione con il tubo radiogeno. Di norma l'esame viene eseguito utilizzando solfato di bario in soluzione (pasto liquido), associato a yogurt o budino (pasto semisolido) oppure come biscotti ricoperti di pasta baritata (pasto solido). L'esame è di solito eseguito assieme a quello fluoroscopico della laringe e delle corde vocali e spesso insieme alla manometria esofagea. In medicina nucleare è possibile studiare la deglutizione con modalità simili usando pasti tecneziati, con i vantaggi di somministrare una minore quantità di radiazioni ionizzanti e di poter quantificare la progressione del bolo in ogni singola fase (Scintigrafia per lo studio del transito esofago-gastro-duodenale).

### Ecografia
Le metodiche ecografiche (anche endoscopiche) consentono di studiare parete, peristalsi e strutture anatomiche adiacenti ai visceri cavi. Mediante le tecniche doppler è inoltre possibile lo studio della vascolarizzazione. Per tali ragioni l'ecografia è utilizzata per studiare sia la diffusione locale sia le eventuali metastasi linfonodali dei tumori dell'esofago, dello stomaco e del retto. Anche la valutazione della stenosi ipertrofica del piloro è un'indicazione all'ecografia. Altre patologie studiabili sono le malattie infiammatorie intestinali e la diverticolite; inoltre è l'indagine di primo livello nello studio dell'appendicite.
L'ecografia transvaginale è indicata nello studio delle patologie della pelvi femminile anteriore e media (es. prolassi), mentre quella endoanale è indicata per lo studio delle patologie dell'ano (traumi, tumori, ecc...).
I principali limiti dell'ecografia dell'apparato digerente sono il ridotto campo di vista e la presenza di gas a livello delle anse intestinali che ostacola la progressione delle onde sonore.

### Tomografia Computerizzata
La TC ha come vantaggi la velocità di esecuzione e l'esteso campo di vista. Per studiare adeguatamente i visceri cavi con questa tecnica è necessario svuotarli il più possibile mediante una preparazione opportuna con lassativi e l'utilizzo di mezzi di contrasto o acqua per via orale (cosa che permette anche di valutare in modo accurato lo spessore delle pareti). Per tali ragioni la TC è molto utilizzata sia per lo studio delle patologie infettive/infiammatorie sia in campo oncologico per stadiare i pazienti ove consente di osservare sia l'invasione locale sia le metastasi a distanza. Per lo studio dell'intestino tenue è possibile somministrare il mezzo di contrasto tramite sondino nano-enterico (enteroclisi-TC). La colonscopia virtuale viene effettuata per studiare il lume del colon dopo la sua distensione, ottenuta mediante insufflazione di aria.

### Imaging a Risonanza Magnetica
La RM, può essere utilizzata come la TC per lo studio dei carcinomi di esofago, stomaco e retto. È inoltre possibile studiare l'intestino tenue come con la TC somministrando acqua o soluzione fisiologica mediante un sondino naso-enterico (Enterografia-RM). La RM consente anche di valutare la defecazione (cine-defecografia-RM), permettendo di analizzare con un solo esame tutti i compartimenti della pelvi.

### Angiografia
È utilizzata nel trattamento delle emorragie digestive e nella loro diagnosi. Non è in grado di rilevare sanguinamenti di entità minore di 0,5 ml/min, cosa che invece consente di fare la scintigrafia per la ricerca di sanguinamenti occulti, eseguita nei reparti di medicina nucleare.

## Patologie dell'apparato digerente

### Esofago

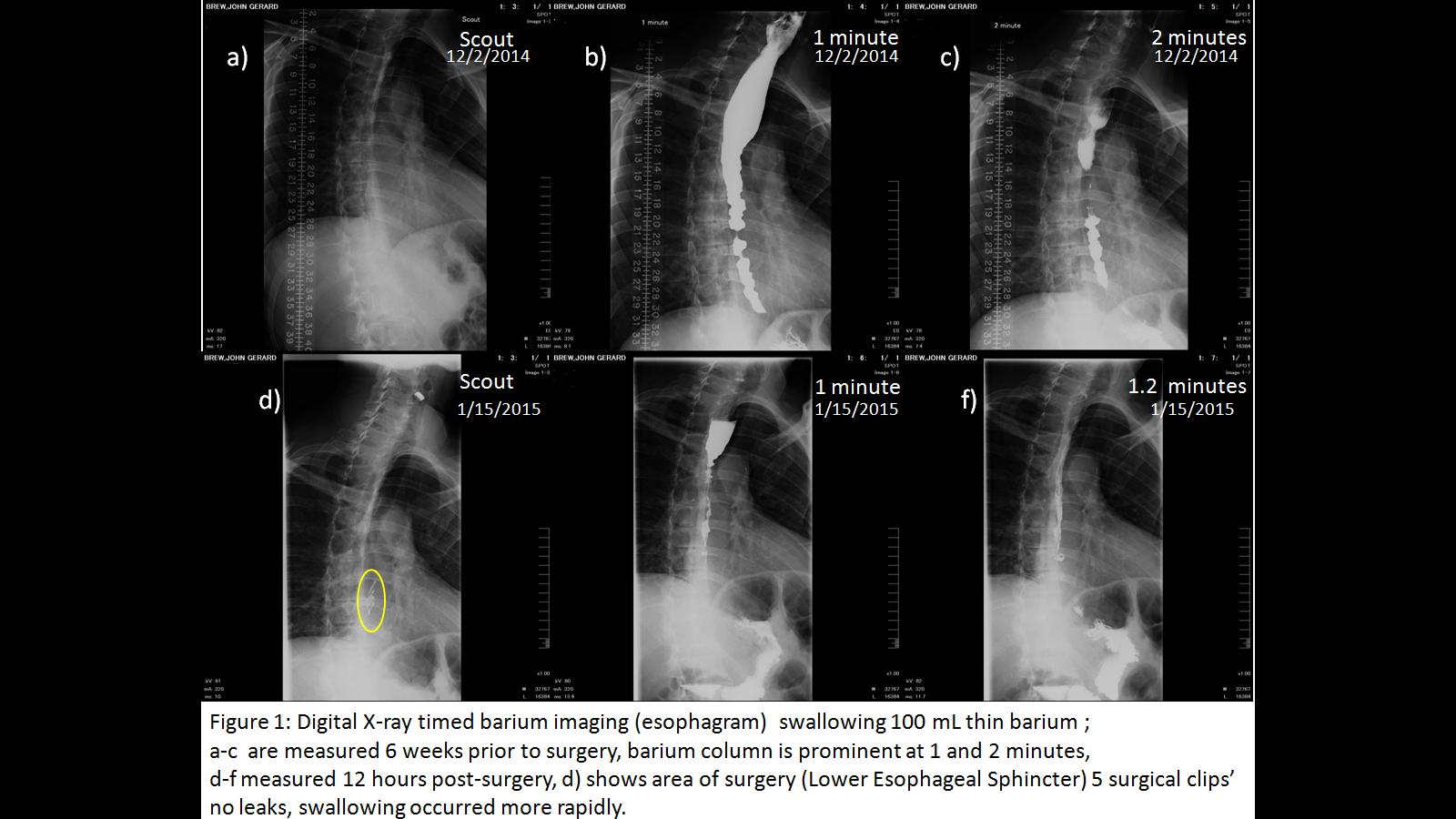
studio radiografico della deglutizione in un paziente con acalasia esofagea prima e dopo intervento chirurgico

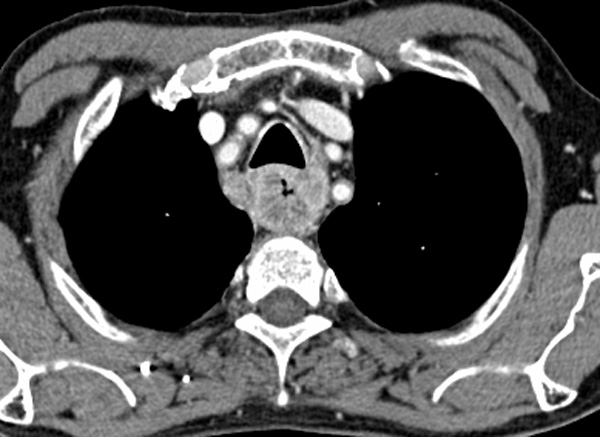
carcinoma esofageo rilevato alla TC

Le malformazioni più frequenti dell'esofago sono l'atresia, i diaframmi, i diverticoli, le stenosi, le fistole, le duplicazioni ed il brachiesofago (in quest'ultimo caso l'esofago è troppo corto e quindi lo stomaco oltrepassa il diaframma). L'esame radiografico diretto con mezzo di contrasto somministrato per via orale consente di rilevare tutte queste patologie, ad eccezione delle duplicazioni esofagee non comunicanti con il lume dell'organo (in tali casi vanno utilizzate la TC o l'RM). In caso di diverticolosi esofagee l'esame radiografico può anche rilevare eventuali ristagni di cibo o la degenerazione neoplastica dei diverticoli stessi. Nell'acalasia l'esame radiografico della deglutizione consente di fare diagnosi, rilevando visivamente il difetto di peristalsi.
Nei pazienti affetti da reflusso gastro-esofageo l'utilizzo delle metodiche radiografiche con doppio contrasto è molto efficace nel rilevare eventuali ulcere.
Dopo ingestione di agenti caustici o corrosivi l'uso del mezzo di contrasto somministrato per via orale consente di rilevare ulcere o perforazioni dell'organo.
Dopo radioterapia le metodiche radiografiche sono utili per dimostrare eventuali stenosi radioindotte.
Le varici dell'esofago, tipiche del paziente cirrotico si evidenziano all'esame radiografico con contrasto con un aspetto dell'esofago "a legno tarlato". L'utilizzo del doppio contrasto e/o della manovra di Valsalva può rendere più evidenti le varici. A livello dello stomaco le varici possono essere osservate direttamente come formazioni che possono simulare neoplasie.
Anche i tumori esofagei, sia benigni che maligni possono essere rilevati mediante le metodiche radiologiche tradizionali effettuate con mezzo di contrasto, ma TC ed RM consentono anche di caratterizzare le lesioni trovate (osservando la densità o il segnale RM) oltre a permettere di rilevare l'entità dell'invasione locale e la presenza di localizzazioni linfonodali o a distanza. Le lesioni benigne di solito appaiono all'esame radiografico come aggettanti nel lume, mentre quelle maligne possono avere aspetto escavato ("early esophageal cancer"). Le forme più avanzate appaiono come lesioni stenosanti; in tali casi è indispensabile eseguire una TC o una RM di stadiazione.
Eventuali lesioni comprimenti l'esofago dall'esterno possono essere rilevate come ombre o dislocazioni all'esame radiografico con contrasto e sono meglio caratterizzabili mediante TC ed RM.
Dopo gli interventi chirurgici di ricostruzione dell'esofago è sempre necessario eseguire un esame radiografico con contrasto per documentare la pervietà dell'organo prima di riprendere l'alimentazione.

### Stomaco
Le malformazioni a carico dello stomaco possono essere studiate come quelle esofagee mediante l'esame radiografico con mezzo di contrasto. Nella stenosi ipertrofica del piloro la radiografia con mezzo di contrasto evidenzia il restringimento del lume pilorico associato a dilatazione a monte ed assenza o riduzione dell'aria a valle; l'ecografia consente in tali casi di misurare i diametri della muscolatura pilorica. Nell'atresia del piloro non si osserva aria a livello dell'intestino e non va usato il mezzo di contrasto.
La radiologia tradizionale è un importante presidio nella ricerca di corpi estranei ingeriti a livello dello stomaco. Se i corpi estranei ingeriti hanno oltrepassato lo sfintere pilorico non possono più essere rimossi per via endoscopica ed è pertanto necessario monitorare i pazienti fino alla loro espulsione con le feci. I corpi estranei radiopachi sono visibili al semplice esame radiografico diretto, mentre per rilevare quelli radiotrasparenti (bezoari) costituiti di solito da capelli o vegetali è necessario utilizzare il mezzo di contrasto.
Le ernie diaframmatiche possono evidenziarsi come un livello idro-aereo in sede sopradiaframmatica; l'utilizzo del mezzo di contrasto consente di rilevarle e caratterizzarle in maniera più accurata.
Le erosioni dovute a gastrite sono evidenti all'esame radiografico con contrasto come lesioni "a bersaglio" (centro più denso perché pieno di mezzo di contrasto e periferia più radiotrasparente per la presenza di edema). Nei pazienti affetti da malattia di Menetrier è possibile rilevare la caratteristica ipertrofia delle pliche.
L'ulcera gastrica, come anche quella duodenale, si rilevano come aree radiopache rotonde o lineari dovute ad accumulo del mezzo di contrasto nelle cavità neoformate. È possibile inoltre rilevare convergenza delle pliche verso le ulcere o lo spasmo della parete opposta. L'esame è di solito eseguito con tecnica a doppio contrasto e permette di localizzare anche eventuali complicanze come le perforazioni. Un'ulcera duodenale può poi portare a stenosi dell'organo, ben rilevabile dall'esame radiografico.
I tumori benigni della mucosa appaiono all'esame radiografico con contrasto come lesioni aggettanti nel lume dell'organo, mentre quelli della parete (leiomioma, fibroma, lipoma) come irrigidimento della stessa (spesso poco visibile all'endoscopia). L'adenocarcinoma gastrico può manifestarsi come lesioni ulcerative o aggettanti nel lume, come anche irrigidimento della parete colpita (linite plastica). Il linfoma gastrico è spesso visibile all'esame radiografico con contrasto come un inspessimento cerebroide delle pliche. La TC ha ovviamente soppiantato le tecniche radiografiche nello studio dei tumori gastrici ed è di solito effettuata distendendo lo stomaco facendo bere acqua o mezzo di contrasto.
Dopo gli interventi di chirurgia gastrica è importante eseguire controlli periodici di pervietà dell'organo mediante esami radiografici con contrasto. Controlli specifici vanno inoltre effettuati dopo gli interventi di chirurgia bariatrica.

### Duodeno

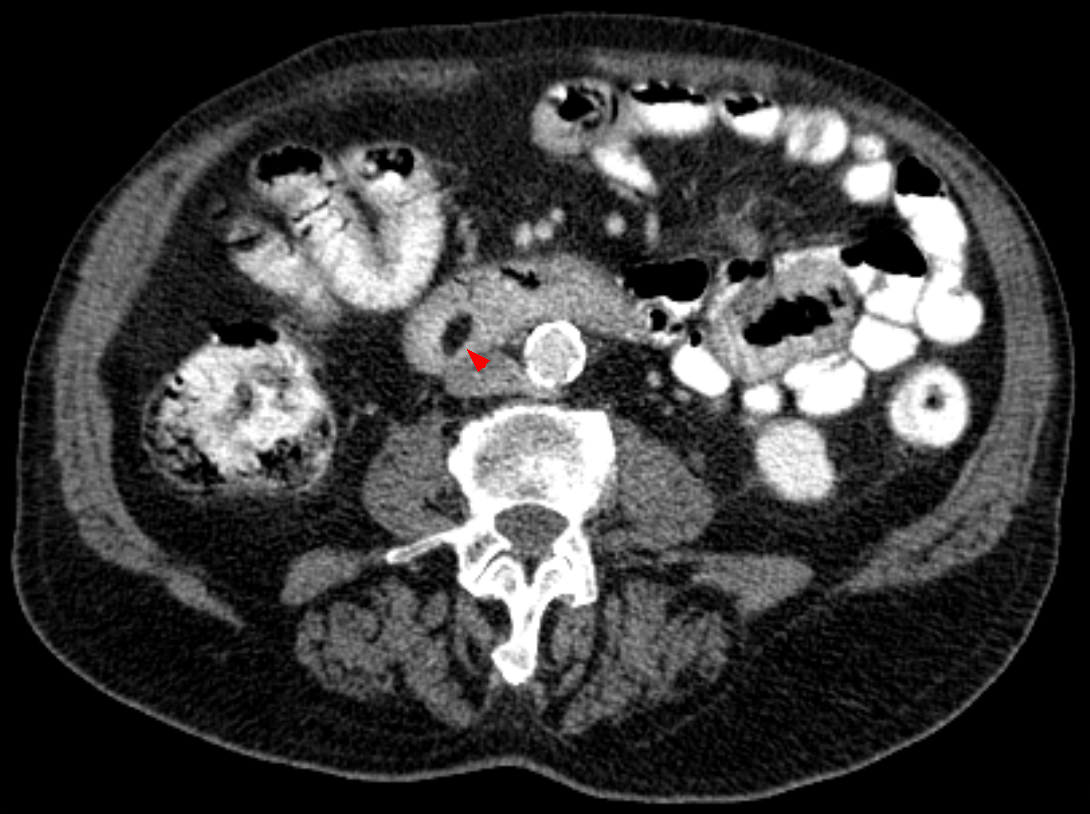
lipoma duodenale visto in TC

Le malformazioni a carico del duodeno sono anch'esse ben rilevabili usando l'indagine radiologica tradizionale con mezzo di contrasto. Mediante l'ecografia è possibile identificare il pancreas anulare (anomalia congenita che a volte può dare stenosi o ostruzione duodenale).
Le lesioni benigne possono essere ben caratterizzate utilizzando la TC con mezzo di contrasto (la dinamica della sua distribuzione permette di caratterizzare queste lesioni) come pure quelle maligne (adenocarcinoma duodenale, gastrinoma e primitività di organi confinanti che possono invadere il duodeno come lo stomaco, il pancreas,il rene, il colon e la colecisti). Nel caratterizzare le lesioni dubbie e nella stadiazione sono utili anche ecografia ed RM.

### Intestino tenue

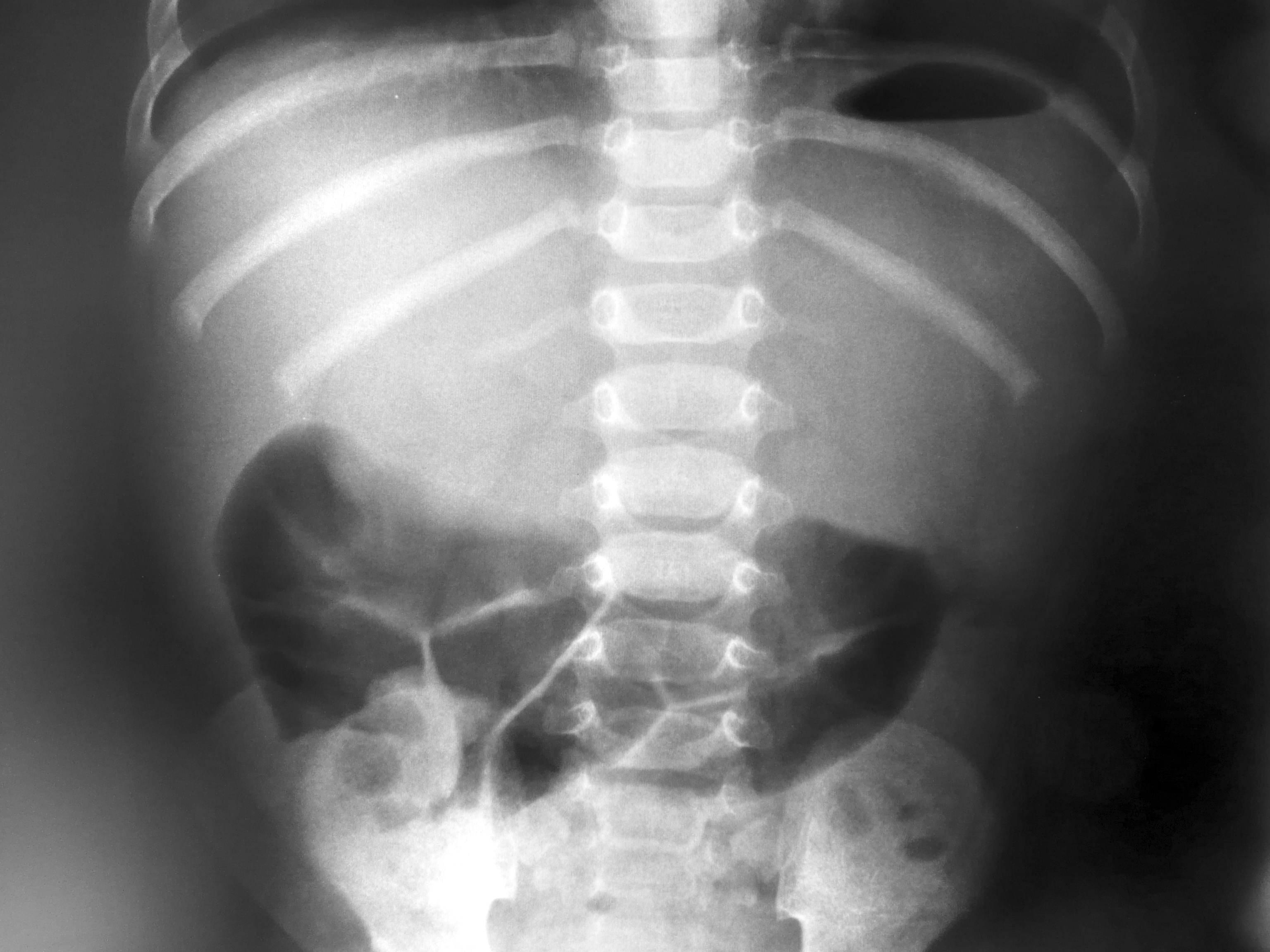
dilatazione dell'intestino tenue per ostruzione a livello della valvola ileo-cecale

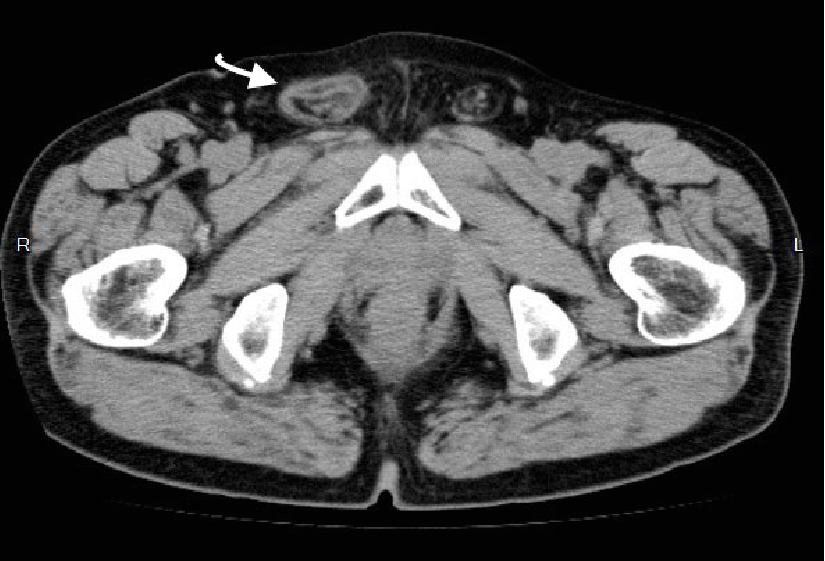
ernia inguinale a destra rilevata mediante TC

Atresia e stenosi sono facilmente identificabili usando l'esame radiografico diretto dell'addome, che documenta in tali casi ristagno di gas e livelli idro-aerei a monte dell'ostruzione. Per studiare le malrotazioni intestinali invece è necessario somministrare il solo mezzo di contrasto per via orale.
Il diverticolo di Meckel può venir identificato mediante la TC, di solito a 30–60 cm dalla valvola ileo-cecale. Nel caso l'esame radiologico non ne permetta l'identificazione è possibile eseguire in medicina nucleare una specifica metodica scintigrafica.
Nelle sindromi da malassorbimento l'esame radiografico con contrasto mostra segni aspecifici (ipotonia, segmentazioni marcate, valvole conniventi molto evidenti nell'ileo). Mediante l'enterografia TC o RM è possibile osservare l'inversione del rapporto plicare fra digiuno ed ileo, oltre alla "digiunalizzazione" dell'ileo (il numero di pleche ileali diventa maggiore di quelle presenti nel digiuno). In tali casi la RM è sempre più utilizzata, visto che i pazienti sono spesso giovani e tale metodica non usa radiazioni ionizzanti.
Nelle enteriti e nelle malattie infiammatorie intestinali l'esame radiografico del tenue dopo clisma di mezzo di contrasto permette di evidenziare lesioni molto piccole, anche a carico della sola mucosa dell'organo; mentre TC ed RM consentono di valutare la parete nella sua interezza.
Nei casi di occlusione intestinale l'esame radiografico diretto permette di identificare stasi di gas nell'ileo spastico molto precocemente. Nell'ileo paralitico, che spesso segue lo spastico, si evidenziano spesso le anse disposte "a mosaico" (una accanto all'altra, distese ed ipotoniche). In caso di ulteriore persistenza del quadro clinico o se questo è causato da un ileo meccanico è possibile rilevare i livelli idro-aerei (liquido e gas). Nell'ileo meccanico si ha dilatazione delle anse a monte dell'ostruzione e queste appaiono disposte verticalmente. L'ileo meccanico può essere semplice, scompensato o complicato; radiologicamente si osserva dapprima con aumento del disegno plicare (ileo meccanico semplice), poi comparsa di liquido fra le anse (scompensato) e quindi progressiva scomparsa del disegno plicare (complicato). Un ileo meccanico se lasciato progredire diventa paralitico; la gravità dell'ileo meccanico rilevata radiologicamente condiziona la scelta terapeutica e l'eventuale timing chirurgico.
Le ernie sono ben rilevabili all'esame TC anche senza contrasto. In caso di complicanze a loro carico sono evidenti anche i segni di ostruzione intestinale. L'uso del mezzo di contrasto endovena è utile per identificare fenomeni ischemici, evidenti anche come accumulo di liquido attorno al viscere.
Un'occlusione venosa a livello intestinale può essere identificata molto precocemente come inspessimento della parete del viscere dovuto all'edema, con scomparsa del lume ed edema a carco anche dei tessuti mesenteriali circostanti. Nell'infarto arterioso è possibile osservare assottigliamento della parete ("a foglio di carta") solo se è ostruita all'origine l'arteria mesenterica superiore, negli altri casi i segni radiologici sono aspecifici.
L'ascaris è un parassita intestinale visibile come una banda radiotrasparente con un filo radiopaco centrale (il canale alimentare). La tenia è difficilmente rilevabile con le metodiche radiologiche.
I tumori benigni sono ben identificabili mediante la TC con clisma a doppio contrasto. Il carcinoide appare se presente come una lesione rotondeggiante,con margini regolari, tipico "aspetto stellato" e localizzato spesso a livello dell'ultima ansa ileale. Gli altri tumori maligni e quelli provenienti da altri distretti spesso appaoiono invasivi, ulcerati o stenosanti. In tali casi vanno impiegate anche TC po RM a fini stadiativi, sia locali che a distanza.

### Intestino crasso

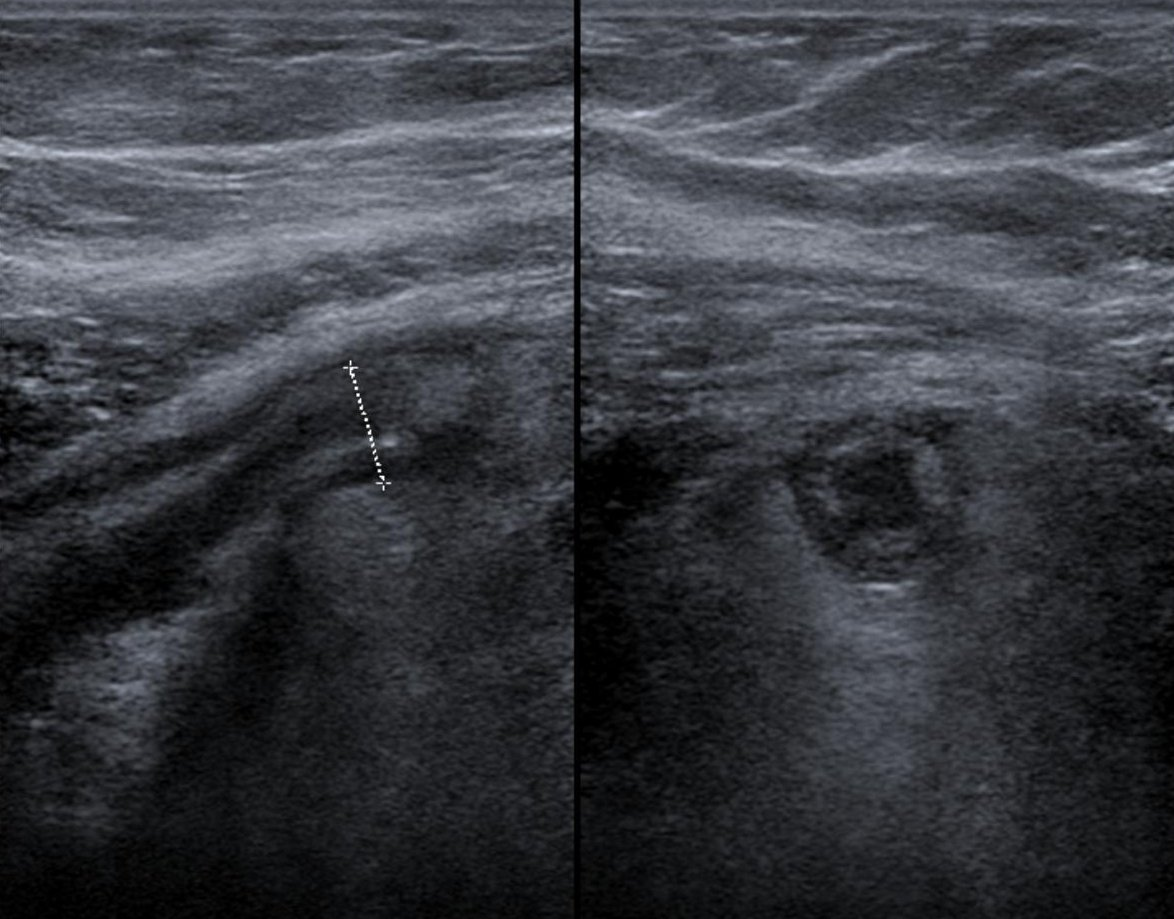
Ecografia: appendicite.

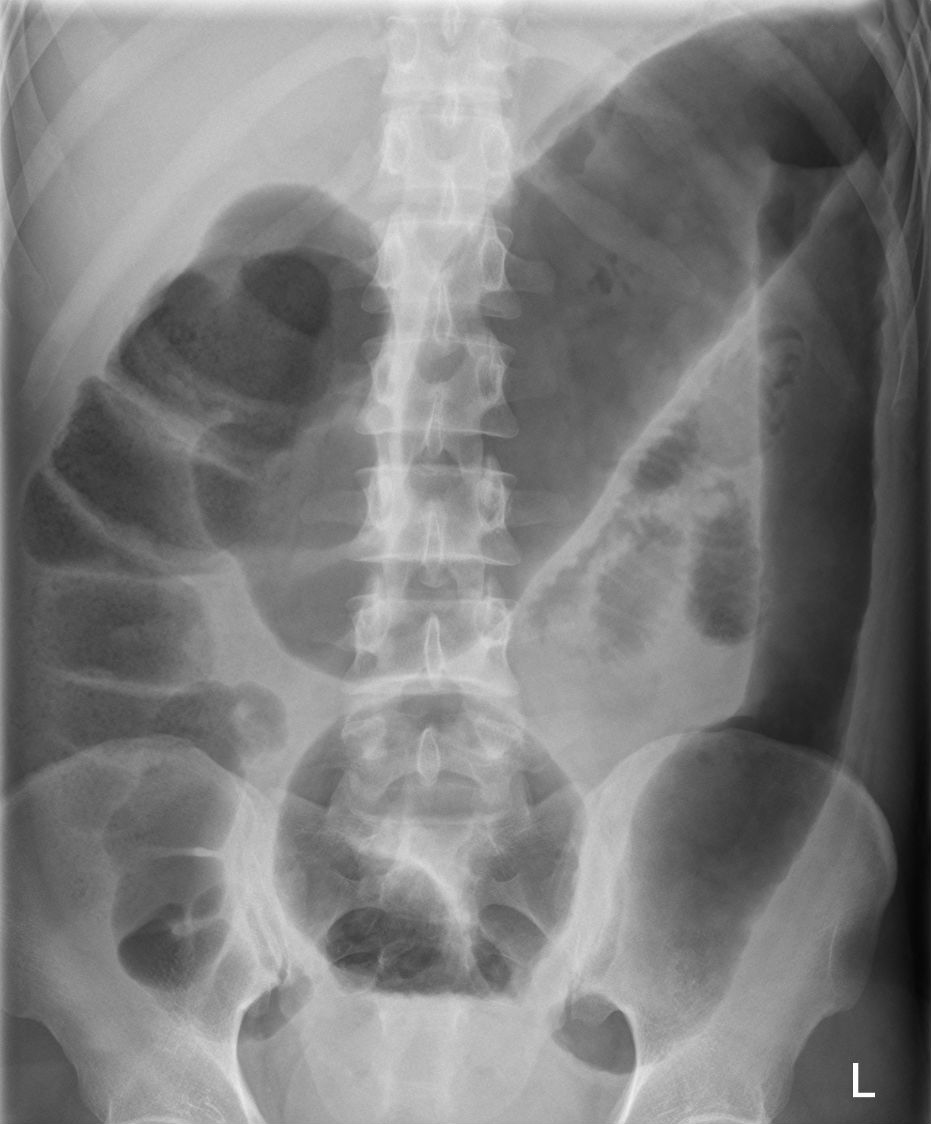
Megacolon tossico in un paziente con rettocolite ulcerosa

L'ecografia è l'indagine radiologica di prima istanza da eseguire in caso di sospetta appendicite acuta, in quanto può mostrare sia l'eventuale inspessimento della parete dell'organo sia gli ascessi se presenti. Ecografia e TC sono anche fondamentali nel sospetto di neoplasie appendicolari o di mucocele. In caso di appendicite acuta l'esame radiografico diretto dell'addome può mostrare livelli idro-aerei, mentre il clisma a doppio contrasto consente di rilevare coproliti. stenosi o diverticoli (pur non permettendo di diagnosticare un'eventuale infiammazione).
Le malformazioni dell'intestino crasso possono essere diagnosticate con le stesse metodiche utilizzate per il resto dell'apparato digerente. Nell'imperforazione anale è possibile eseguire una valutazione accurata tramite l'esame radiologico diretto dell'addome condotto mantenendo il bambino a testa in giù (si evidenzia bene la sede dell'imperforazione e la sua lunghezza a valle). Nella malattia di Hirschsprung è utile eseguire l'esame radiografico con mezzo di contrasto idrosolubile, che ben evidenzia il tratto di megacolon.
Nello studio della diverticolosi e delle sue complicanze è molto utile l'esame radiografico con doppio contrasto. Ecografia ed RM sono invece molto utili per studiare la parete dei diverticoli in dettaglio e rilevare segni di flogosi a suo carico.
Coliti, morbo di crohn e rettocolite ulcerosa possono essere studiate con le stesse metodiche già descritte per l'intestino tenue. L'unico esame indicato nel megacolon tossico è quello radiografico diretto dell'addome.
La colonscopia virtuale è molto utilizzata nella ricerca di polipi e lesioni aggettanti il lume intestinale, che possono se non asportati evolvere in neoplasie maligne. Mediante lo studio della densità e l'utilizzo del mezzo di contrasto è anche possibile eseguire una caratterizzazione di queste lesioni. Nel carcinoma colorettale la colonscopia virtuale viene usata anche per fini stadiativi (in quanto permette di studiare con un unico esame anche il resto dell'addome). Lo studio TC è anche utile quando non è possibile completare l'esame colonscopico per la presenza di stenosi o occlusioni del lume del viscere, nella ricerca di neoplasie sincrone. Ecografia ed RM trans-rettali sono utilizzate nello studio delle neoplasie del retto, al fine di quantificare l'infiltrazione della parete dell'organo.
Il clisma con doppio contrasto (utilizzando mezzo di contrasto idrosolubile) è utile dopo gli interventi chirurgici sull'intestino crasso per la ricerca di eventuali complicanze post-operatorie. Dopo l'amputazione del retto è invece necessario eseguire una TC o una RM.